# Bistum Kenge
Das Bistum Kenge (lateinisch Dioecesis Kengensis, französisch Diocèse de Kenge) ist eine in der Demokratischen Republik Kongo gelegene römisch-katholische Diözese mit Sitz in Kenge.

## Geschichte
Das Bistum Kenge wurde am 5. Juli 1957 durch Papst Pius XII. mit der Apostolischen Konstitution Illa spei aus Gebietsabtretungen der Apostolischen Vikariate Kikwit und Kisantu als Apostolische Präfektur Kenge errichtet. Am 6. Juli 1963 wurde die Apostolische Präfektur Kenge durch Papst Paul VI. zum Bistum erhoben.
Das Bistum Kenge ist dem Erzbistum Kinshasa als Suffraganbistum unterstellt.

## Ordinarien

### Apostolische Präfekten von Kenge
- Jean Van der Heyden SVD, 1957–1963

### Bischöfe von Kenge
- François Hoenen SVD, 1963–1974
- Dieudonné M’Sanda Tsinda-Hata, 1974–1999
- Gaspard Mudiso Mundla SVD, 1999–2018
- Jean-Pierre Kwambamba Masi, seit 2018